# Rivoluzione bianca
La Rivoluzione bianca (in persiano انقلاب سفید‎, Enghelāb-e Sefid) è stato un ambizioso programma di riforme e modernizzazione dell'Iran lanciato nel 1963 dallo Scià Mohammad Reza Pahlavi e contestato dal "clero" sciita, in particolare dall'Ayatollah Khomeini.

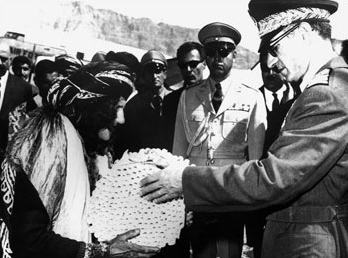
Lo Scià distribuisce le terre ai contadini

## La modernizzazione dell'Iran: da Reza Scià a Mossadeq
Un primo programma di modernizzazione forzata dell'Iran fu impostato negli anni '30 dallo Scià Reza Shah Pahlavi che lo perseguì con metodi dittatoriali, espropriando le proprietà dei notabili Qajar e diversi beni di manomorta gestiti dai religiosi.
Tra le altre cose Reza Pahlavi creò un esercito moderno, fondò l'Università di Teheran e costruì la ferrovia Trans-Iraniana, ma promosse anche una laicizzazione della società e una riduzione del potere religioso che gli valse l'ostilità del clero sciita militante (in particolare dell'Ayatollah Modarres che fu arrestato e assassinato in carcere). Nel 1941 le simpatie di Reza Pahlavi per la Germania nazista (e l'intento di utilizzare la ferrovia Trans-Iraniana per i fini militari del Corridoio persiano) portarono all'invasione anglo-sovietica del Paese e al crollo senza resistenza del regime.
Negli anni cinquanta, un secondo tentativo di modernizzazione fu tentato dal Primo ministro Mohammad Mossadeq, che nazionalizzò l'industria petrolifera allora controllata dalla britannica Anglo-Persian Oil Company e diede origine alla crisi di Abadan. In politica interna Mossadeq promosse una serie di riforme per modernizzare e laicizzare il Paese che portarono alla rottura del blocco politico che lo aveva sostenuto e alla contrapposizione con il clero sciita militante guidato dall'Ayatollah Kashani. Nello scontro, lo Scià Mohammad Reza Pahlavi fuggì in esilio a Roma, ma Mossadeq fu deposto, nel 1953 da un colpo di Stato sostenuto dalla CIA a favore dello Scià. Le esportazioni petrolifere furono da allora gestite dal Consorzio per l'Iran composto dalle principali compagnie petrolifere del tempo: le Sette sorelle.

## La svolta autocratica e Rivoluzione bianca

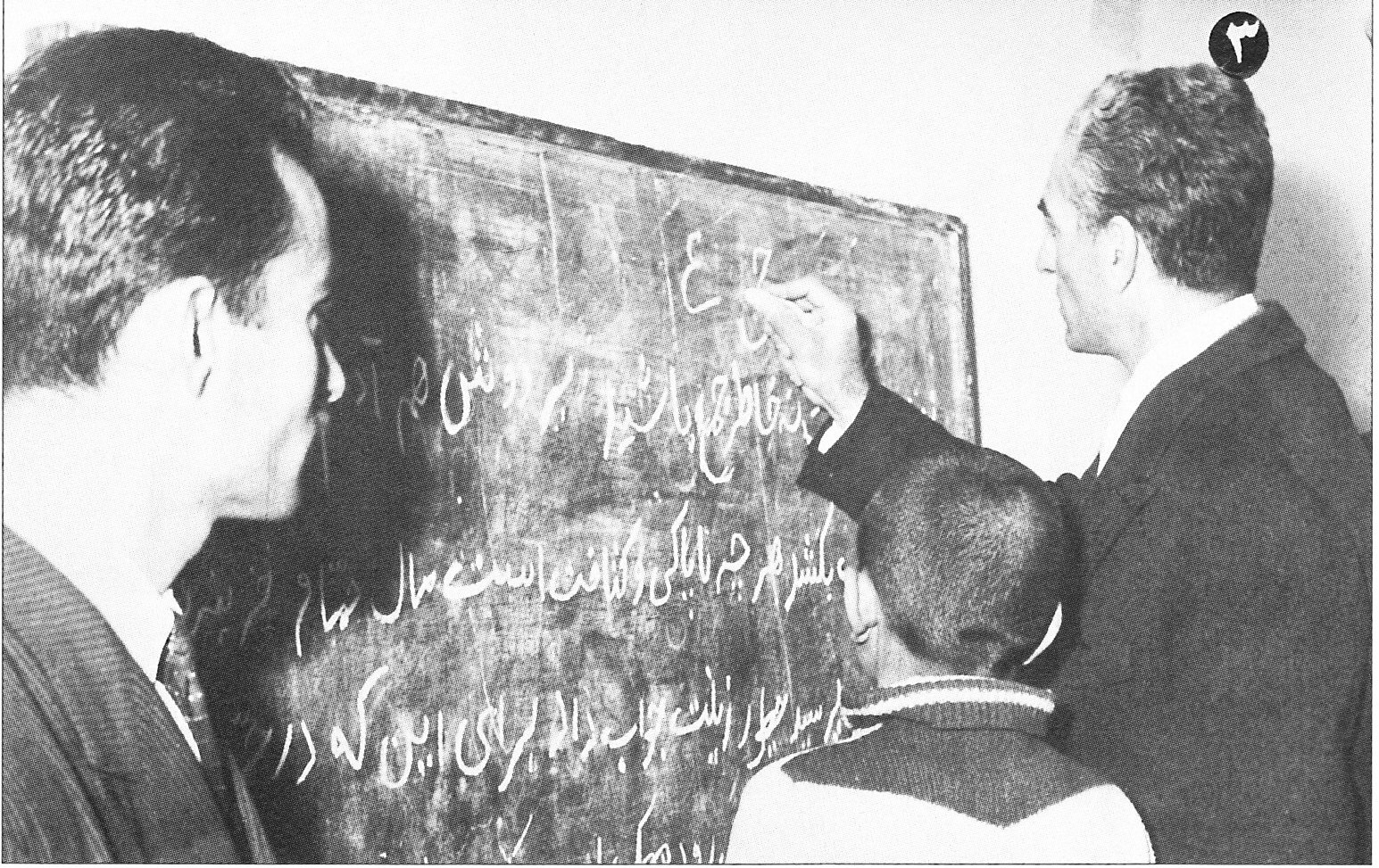
Lo Scià promuove il programma di scolarizzazione

Rientrato a Teheran dall'esilio, Mohammad Reza Pahlavi riprese in mano il governo del Paese. Pur sospendendo di fatto le garanzie costituzionali nei primi anni lo Scià governò con prudenza e moderazione e grande rispetto per il clero sciita. Dopo la morte dell'Ayatollah Kashani divenne il padrone incontrastato della Persia e riprese la politica di modernizzazione forzata del Paese che era stata avviata dal padre lanciando, nel 1963, la cosiddetta "Rivoluzione bianca". Il progetto dello Scià era quello di introdurre una serie di profonde riforme sociali ed economiche mirate a rigenerare la società persiana, con l'intento di trasformare l'Iran in una moderna potenza industriale. Egli promosse quindi lo sviluppo di un'industria pesante controllata dallo Stato, la nazionalizzazione delle foreste, una campagna di alfabetizzazione e scolarizzazione delle popolazioni rurali, l'emancipazione femminile, lo sviluppo di un sistema sanitario nazionale e, soprattutto, una riforma agraria mirata ad espropriare la terra ai latifondisti laici e religiosi per distribuirla ai contadini.
Nonostante la ricchezza petrolifera, la modernizzazione e lo sviluppo economico a tappe forzate provocarono forti squilibri sociali e malcontento, mentre l'opposizione non rinunciava a contrastare il suo assolutismo. Mohammad Reza Pahlavi quindi attuò una forte repressione, in particolare contro i gruppi religiosi che si erano opposti sia alla riforma agraria, che aveva espropriato anche molti beni di manomorta controllati dalle gerarchie religiose, sia alla secolarizzazione e alla riforma scolastica volta a sottrarre al clero l'istruzione. Contro il clero militante furono messe in atto dure repressioni e numerosi esponenti religiosi furono uccisi o costretti all'esilio.

## Le riforme
La Rivoluzione bianca consisteva in 19 grandi riforme da introdurre nell'arco di 15 anni. Di queste 6 furono avviate subito nel 1963 dopo essere state confermate dal popolo in un plebiscito dall'imbarazzante risultato di 99,9 per cento di voti favorevoli. Tra le riforme spiccano:
- La Riforma agraria per l'abolizione del latifondo e la distribuzione delle terre ai contadini. Il programma toccò 9 milioni di iraniani, il 40% della popolazione;
- La nazionalizzazione delle foreste e dei pascoli e delle fonti idriche;
- La privatizzazione delle imprese controllate dallo Stato, mirata a creare una nuova classe di industriali;
- La compartecipazione degli operai ai profitti delle imprese;
- Il diritto di voto alle donne;
- Il sostegno economico alla maternità;
- La creazione di un "Esercito dell'alfabetizzazione" (in persiano سپاه دانش‎, Sepāh Dānesh): volontari che, in alternativa al servizio militare, si recavano nei villaggi rurali ad aprire scuole;
- L'educazione pubblica obbligatoria fino a 14 anni;
- La creazione di un sistema sanitario nazionale e la previsione della sicurezza sociale obbligatoria per tutti;
- La stabilizzazione dei prezzi;
- La lotta alla corruzione nella Pubblica Amministrazione.

## Conseguenze e tensioni sociali
Nonostante l'oggettivo sforzo in favore della popolazione, la Rivoluzione bianca portò alla nascita di forti tensioni sociali e a un diffuso risentimento del clero e di molti strati sociali. Il risentimento era indirizzato in particolare contro la corruzione legata al forte sviluppo dell'intervento pubblico in economia e contro il ricorso a specialisti stranieri per molti lavori in cui i persiani si ritrovarono in posizione subordinata. La riforma agraria non produsse l'attesa lealtà dei contadini nei confronti della dinastia, ma alimentò una rapida urbanizzazione a seguito della quale la popolazione rurale, sradicata e senza riferimenti politici per la svolta autoritaria dello Scià che aveva abolito i partiti politici, si rivolse al clero sciita come unica istituzione loro vicina. Il clero era, in ultima analisi, una delle forze di opposizione meglio strutturate e articolate su tutto il territorio.
Tra le principali voci di protesta emerse quella dell'Ayatollah Khomeini, che nel giugno del 1963 pronunciò un celebre discorso di denuncia delle riforme e della brutalità della polizia dello Scià contro gli studenti, in cui accusò il monarca di essere un "miserabile". Khomeini fu arrestato il 5 giugno 1963 e il suo arresto fece scoppiare tre giorni di scontri con la polizia che produssero decine di morti. L'Ayatollah fu allora confinato agli arresti domiciliari fino all'aprile del 1964 e fu espulso in esilio nel novembre dello stesso anno.